# Nemoria latimarginaria
Nemoria latimarginaria là một loài bướm đêm trong họ Geometridae.